# Манус Враувдент
Херманус Лодевикус Вилебрордус Манус Враувдент (хол. Hermanus Lodevicus Willebrordus "Manus" Vrauwdeunt; Ротердам, 29. април 1915 — 8. јун 1982) био је холандски фудбалер који је играо и у везном реду и у нападу. Целу своју каријеру провео је у Фајенорду и одиграо је једну утакмицу за Холандију (пријатељска утакмица против Швајцарске — 2 : 1 за Холандију — 7. марта 1937).

## Трофеји
- 1935/36 : Ередивизија са Фајенордом
- 1937/38 : Ередивизија са Фајенордом
- 1939/40 : Ередивизија са Фајенордом